# مؤتمر الأمم المتحدة للتغير المناخي 2011

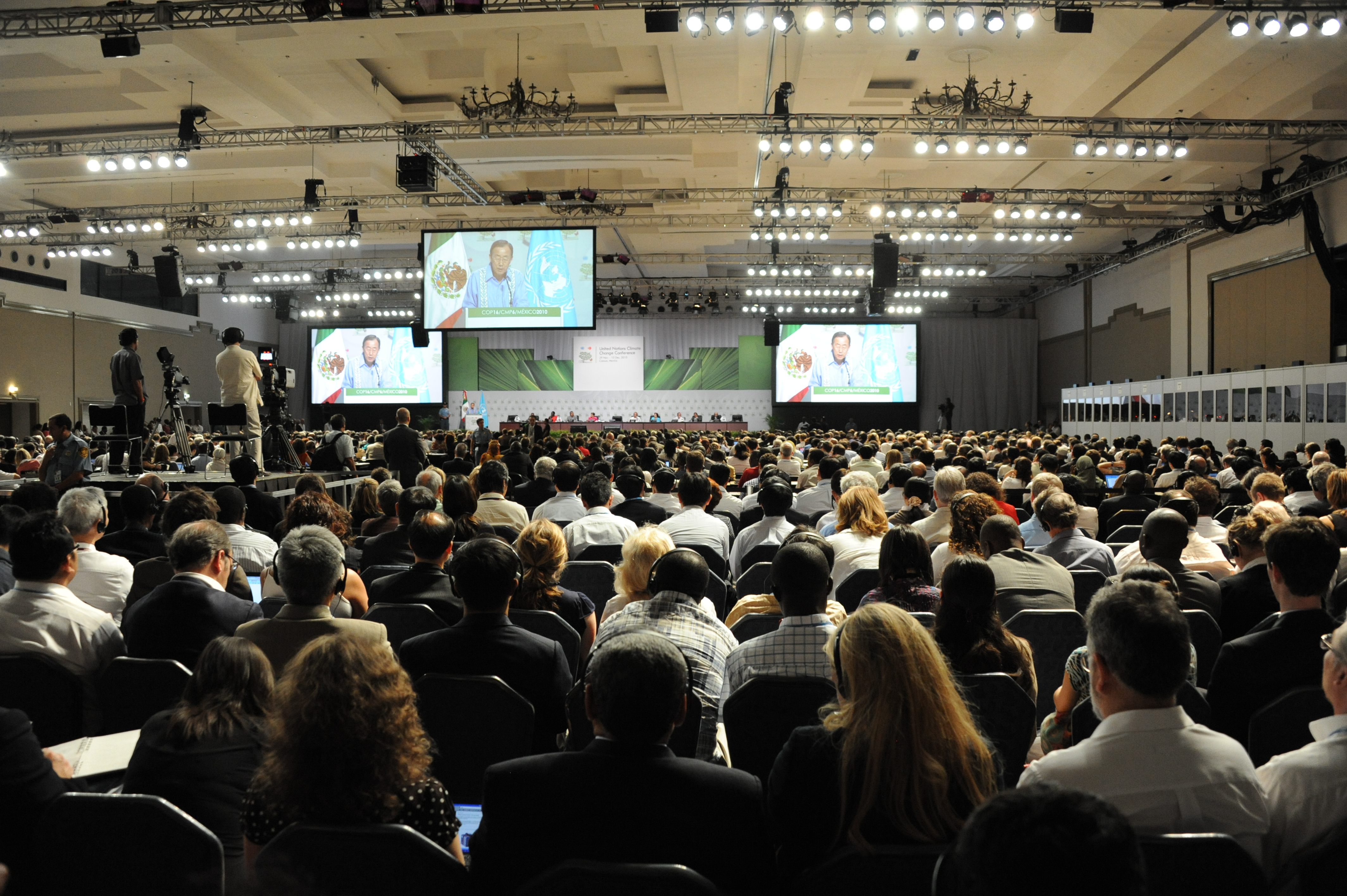
إجتماع لمناقشت تغيير المناخ و يبحتون عن حل أمن للمناخ

مؤتمر الأمم المتحدة للتغير المناخي 2011 (COP17)، عُقد في ديربان في جنوب أفريقيا، في الفترة من 28 نوفمبر إلى 11 ديسمبر 2011، لوضع معاهدة جديدة للحد من انبعاثات الكربون.
لم توضع معاهدة، إلا أن المؤتمر وافق على إبرام اتفاق ملزم قانونًا يضم جميع البلدان بحلول عام 2015، والذي كان من المقرر أن يدخل حيز التنفيذ في عام 2020. كما أُحرز تقدم فيما يتعلق بإنشاء صندوق المناخ الأخضر الذي اعتُمد إطاره الإداري. من المقرر أن يوزع الصندوق 100 مليار دولار أمريكي سنويًا لمساعدة الدول الفقيرة على التكيف مع تأثيرات المناخ.
أعلنت رئيسة المؤتمر مايتي نكوانا ماشاباني نجاحه، بينما حذر كل علماء ومجموعات بيئية من أن الصفقة لم تكن كافية لتجنب ارتفاع حرارة الأرض إلى ما بعد درجتين مئويتين، إذ يلزم اتخاذ المزيد من الإجراءات العاجلة.

## خلفية
يشار إلى المؤتمر رسميًا باسم الدورة السابعة عشرة لمؤتمر الأطراف (COP 17) لاتفاقية الأمم المتحدة الإطارية بشأن التغير المناخي (UNFCCC) والدورة السابعة لمؤتمر الأطراف بوصفها اجتماع الأطراف (7CMP) لاتفاقية كيوتو. من المحتمل أيضًا أن تعقد الهيئتان الفرعيتان الدائمتان لاتفاقية الأمم المتحدة الإطارية بشأن التغير المناخي- الهيئة الفرعية للمشورة العلمية والتكنولوجية والهيئة الفرعية للتنفيذ- دورتيهما الخامسة والثلاثين.
مدد مؤتمر الأمم المتحدة للتغير المناخي 2010 ولايتي الهيئتين الفرعيتين المؤقتتين- الفريق العامل المتخصص المعني بالالتزامات الإضافية للأطراف المدرجة في المرفق الأول بموجب اتفاقية كيوتو (AWG-KP) والفريق العامل المتخصص المعني بالعمل التعاوني الطويل الأجل بموجب الاتفاقية (AWG-LCA)- لذلك كان من المتوقع أن يجتمعوا أيضًا.
ركز المؤتمر بشكل أساسي على تأمين اتفاقية المناخ العالمي، إذ كانت فترة الالتزام الأولى لاتفاقية كيوتو المقدرة بين عامي (2008-2012) على وشك الانتهاء. كان من المتوقع أيضًا أن تركز على «وضع اللمسات الأخيرة على بعض اتفاقيات كانكون على الأقل»، المبرمة في مؤتمر عام 2010 مثل «التعاون في مجال التكنولوجيا النظيفة»، وكذلك «حماية الغابات والتكيف مع تأثيرات المناخ، والتمويل- تحويل الأموال الموعودة من الدول الغنية إلى الدول الفقيرة من أجل مساعدتها على حماية الغابات، والتكيف مع تأثيرات المناخ، وجعل اقتصاداتها (خضراء)».
سلطت بي بي سي قبل شهر من بدء المؤتمر الضوء على مقترحين مثيرين للجدل- قُدم أحدهما من قبل روسيا، والآخر من بابوا غينيا الجديدة، ويهدف كلاهما إلى تعديل اتفاقية الأمم المتحدة الإطارية بشأن التغير المناخي. يقود اقتراح روسيا إلى «مراجعة دورية» تسمح بإعادة تصنيف البلدان المصنفة حاليًا «كفقيرة» مجددًا على أنها «غنية»، وبالتالي تصبح ملزمة بتحمل التزامات أكبر في مكافحة التغير المناخي.
علق ريتشارد بلاك، مراسل بي بي سي للبيئة، بأن الاقتراح «استفزازي وهائل، طالما أن روسيا من تطرحه»، إذ «سترفضه بشدة» الدول التي يحتمل أن تتأثر، مثل الصين والبرازيل. يقدم اقتراح بابوا غينيا الجديدة، الذي قدمه السفير كيفين كونراد بدعم من المكسيك، آلية «الملاذ الأخير» للتغلب على أي مأزق في مفاوضات التغير المناخي، من خلال تصويت أغلبية ثلاثة أرباع الأصوات، وبالتالي توضيح عملية صنع القرار بموجب الاتفاقية. وصف بلاك الاقتراح بأنه «مثير للاهتمام»، وأشار إلى أنه على الرغم من تمكن البلدان النامية نظريًا من استخدام تفوقها العددي لتبني نوع من الالتزامات الملزمة على مستوى العالم، إلا أنها بحاجة إلى موافقة الدول الغنية لتأمين التمويل عمليًا.